# Fânațele Pui
Fânațele Pui este o arie protejată de interes național, care corespunde categoriei a IV-a IUCN (rezervație naturală, de tip botanic), situată în județul Hunedoara, pe teritoriul administrativ al comunei Pui.
Rezervația naturală inclusă în Geoparcul Dinozaurilor „Țara Hațegului”, are o suprafață de 13,0 ha, și reprezintă o arie cu  vegetația cu fragmentele unor moliniete relictare: Peucedano (rocheliani) – Molinietum, vegetație de la sfârșitul glaciațiunii cuaternare.